# ハニートースト (whiteeeenの曲)
「ハニートースト」は、whiteeeenとしては5枚目のシングル、6人体制のwhiteeeen²としては1枚目のシングル。2018年6月6日にZEN MUSICから発売された。

## 概要
- このシングルより、4人から6人、whiteeeenからwhiteeeen²という名義へ変更となった。
- リリースに際して、GReeeeNのリーダー・HIDE、プロデューサーのJINからの応援動画がTwitterにて公開された[1]。
- またGReeeeN公式Twitterでは、メンバーの92より応援コメントが発表された[2]。
- ハニートーストにはミュージックビデオ、ハンブンコ 6人ver.にはリリックビデオが存在している。

## ジャケット
- ジャケットはイラストレーター・森倉円氏によるメンバーのkanaのイラストを使用したもの。

## ミュージック・ビデオ
- 女子高生のヒロミ(山口まゆ)が失恋し、友人であるマホ(花坂椎南)やナナ(Mizuki)に励まされ、最後にはタカシ(織部典也)と…と言ったストーリーとなっている[3]。
- ハンブンコ 6人ver.のリリックビデオは6人の歌い分けが分かる形となっており、リリックビデオ内の写真はメンバー本人たちが撮影したハンブンコの写真が使用されている[4]。

## 収録曲
1. ハニートースト [4:32]
  - 作詞：moyu、JIN 作曲：Hajime Doihara(Diosta inc.)、JIN 編曲：高田翼、JIN
2. #やばちょ [4:20]
  - 作詞：Juria Chibana 作曲：SHIKATA、KAY 編曲：高田翼
3. ハンブンコ 6人ver. [4:51]
  - 作詞：あいみベイダー 作曲：HIDE、SHIKATA、KAY 編曲：青木繁雄、JIN
  - 愛唄〜since 2007〜に収録されたバージョンとパート割が異なる。